# Un amore grande/Solo un'amica
Un amore grande/Solo un'amica è un singolo di Loretta Goggi, pubblicato nel 1984.
Un amore grande è un brano musicale scritto da Giancarlo Bigazzi ed Umberto Tozzi.
In un'intervista Loretta Goggi ha smentito categoricamente di aver mai deciso di partecipare al Festival di Sanremo 1984 con il brano Un amore grande, o di essersi ritirata, leggenda metropolitana viva ancora oggi, ma semplicemente di non aver mai accettato di parteciparvi, in quanto in quel periodo conduceva con successo la seconda edizione di Loretta Goggi in quiz aggiungendo che fu presentata una lettera di adesione che aveva una sua firma malamente contraffatta. La Goggi ha dichiarato nella stessa intervista di aver vinto una causa legale contro chi ha portato come prova la lettera di adesione falsa e ha messo in giro le voci di un suo forfait all'ultimo momento.
Il brano fu proposto in un primo momento anche a Giuni Russo ma i dissapori della cantante con la sua casa discografica di allora, la CGD e quelli privati con Caterina Caselli non le permisero di partecipare alla kermesse, e fu infine ereditato da Pupo, che ne prese il posto e risultò alla fine quarto. Otto anni più tardi l'artista rivelò di aver pilotato quel piazzamento investendo 75 milioni di lire in schedine del Totip (il cui acquisto dava diritto a votare per i concorrenti in gara al festival).  
Il brano, pubblicato su vinile a 45 giri da ciascuno degli artisti, non riesce a scalare le classifiche: l'incisione della soubrette non va oltre il quarantaduesimo posto dei singoli più venduti..
Nonostante tutto, secondo le certificazioni ufficiali della FIMI il singolo riuscì a vendere cinquantamila copie.
Il lato B del disco contiene Solo un'amica, brano scritto da Paolo Amerigo Cassella e Totò Savio e contenuto nell'LP Pieno d'amore, pubblicato nel 1982.
Il 45 giri è stato pubblicato anche in Germania, con una copertina differente rispetto all'emissione italiana..

## Tracce
Lato A
1. Un amore grande – 4:19 (Giancarlo Bigazzi-Umberto Tozzi)

Durata totale: 4:19
Lato B
1. Solo un'amica – 3:37 (Paolo Amerigo Cassella-Totò Savio)

Durata totale: 3:37